# Plastic Planet
Plastic Planet je debutovým studiovým albem baskytaristy Black Sabbath Geezera Butlera. Na albu zpívá Burton C. Bell z Fear Factory. Jako kytarista se zde uvedl Pedro Howse, který je synovcem Geezera Butlera.

## Seznam skladeb
Převážnou část textů napsal Geezer Butler, hudbu složil Burton C. Bell. Výjimkou byla skladba „Cycle of Sixty“, kterou napsal Pedro Howse.
| Pořadí | Název               | Délka |
| ------ | ------------------- | ----- |
| 1.     | Catatonic Eclipse   | 6:10  |
| 2.     | Drive Boy, Shooting | 4:17  |
| 3.     | Giving Up The Ghost | 5:12  |
| 4.     | Plastic Planet      | 4:19  |
| 5.     | The Invisible       | 3:43  |
| 6.     | Seance Fiction      | 5:55  |
| 7.     | House of Clouds     | 3:43  |
| 8.     | Detective 27        | 3:09  |
| 9.     | X13                 | 4:05  |
| 10.    | Sci-Clone           | 3:43  |
| 11.    | Cycle of Sixty      | 3:02  |

## Bonusy
| Pořadí | Název                                       | Délka |
| ------ | ------------------------------------------- | ----- |
| 12.    | Drive Boy, Shooting (live) (jen v Japonsku) | 4:14  |
| 13.    | Detective 27 (live) (jen v Japonsku)        | 3:10  |
| 14.    | House of Clouds (live) (jen v Japonsku)     | 3:35  |

## Obsazení
- Terence "Geezer" Butler – baskytara, klávesové nástroje
- Burton C. Bell – zpěv
- Pedro Howse – kytara
- Deen Castronovo – bicí